# Gösta Stevens
Gösta Stevens, egentligen Gustaf Eugen Nilsson, född 1 februari 1897 i Katarina församling i Stockholm, död 24 september 1964 i Oscars församling i Stockholm, var en svensk journalist, manusförfattare, regissör, sångtextförfattare och översättare.

## Biografi
Gösta Stevens började sin karriär som journalist, men började snart att skriva kupletter till lokala revyer. Stevens erbjöd Karl-Ewert sina tjänster inför en sommarrevy till Kristallsalongen 1924. Till denna skrev han kupletten Kom som du ä. Ernst Rolf fick upp ögonen för den unge textförfattaren. För Rolf skrev han många texter. Han var även författare till många av Björn Hodells och Kar de Mummas revyer.
Stevens skrev också andra sångtexter. Han skrev bl.a. texten till Sommarnatt (med musik av Mogens Schrader), ofta sjungen av Jussi Björling. Vidare skrev han texten till Jag har blivit mycket bättre nu på gamla dar, sjungen av Zarah Leander.
Stevens var en av svensk films mest produktiva manusförfattare - mellan 1930 och 1954 skrev han nästan 50 manus.  
Stevens var gift med skådespelerskan Ruth Stevens 1928–1932. Han var från 1941 till sin död gift med Sonja Peltonen, född 21 december 1918. Gösta Stevens är begravd på Skogskyrkogården i Stockholm.

## Regi
- 1940 – Vildmarkens sång
- 1940 – Bastard
- 1941 – Söderpojkar
- 1941 – En man för mycket
- 1948 – Jag är med eder...
- 1949 – Huset nr 17
- 1949 – Sven Tusan

### Filmmusik
- 1945 – Jolanta, den gäckande suggan

### Filmmanus i urval
- 1930 – När rosorna slå ut
- 1932 – Modärna fruar
- 1932 – Kärlek och kassabrist
- 1933 – Hemslavinnor
- 1933 – En natt på Smygeholm
- 1935 – Munkbrogreven
- 1936 – Intermezzo
- 1936 – På Solsidan
- 1936 – Bröllopsresan
- 1939 – Filmen om Emelie Högqvist
- 1939 – Intermezzo
- 1941 – En man för mycket
- 1942 – Jacobs stege
- 1943 – Älskling, jag ger mig (film, 1943)
- 1943 – Sonja
- 1944 – Den osynliga muren
- 1944 – Hans officiella fästmö
- 1947 – Jag älskar dig, Karlsson!
- 1948 – Intill helvetets portar
- 1948 – Jag är med eder...
- 1949 – Huset nr 17
- 1950 – Kvartetten som sprängdes
- 1950 – Fästmö uthyres
- 1952 – En fästman i taget
- 1952 – Blondie, Biffen och Bananen
- 1952 – Säg det med blommor
- 1954 – De röda hästarna
- 1955 – Enhörningen
- 1957 – Klarar Bananen Biffen?
- 1958 – Jazzgossen
- 1959 – Himmel och pannkaka

## Teater

### Regi
| År   | Produktion                                     | Teater             |
| ---- | ---------------------------------------------- | ------------------ |
| 1936 | Köpmännen i Nordens Venedig, revy Karl Gerhard | Folkteatern        |
| 1951 | Tillsammans igen, revy                         | Södra Teatern      |
| 1952 | Lycklig resa, revy                             | Folkan             |
| 1953 | Stockholm skrattar, revy                       | Södra Teatern      |
| 1953 | Tillsammans igen, revy                         | Södra Teatern      |
| 1958 | Karl Gerhards luftslott Karl Gerhard           | Göteborg Stockholm |

### Fotnoter
1. 1 2  SNAC, SNAC Ark-ID: w6110spz, läs online, läst: 9 oktober 2017.[källa från Wikidata]
2. 1 2 3 4  Sveriges dödbok 1830–2020, åttonde utgåvan, Sveriges Släktforskarförbund, november 2021, läst: 14 februari 2023.[källa från Wikidata]
3. ↑  födelse- och dopbok, läs onlineläs online.[källa från Wikidata]
4. ↑  Sveriges dödbok 1901–2013, sjätte utgåvan, Sveriges Släktforskarförbund, 2014, ISBN 91-87676-48-6.[källa från Wikidata]
5. ↑  Katarina kyrkoarkiv, Födelse- och dopböcker, SE/SSA/0009/C I/30 (1897), bildid: 00006812_00049, sida 11
6. ↑  Sveriges dödbok 1901-2013 Swedish death index 1901-2013. Version 6.0 (2014). Solna: Sveriges släktforskarförbund
7. ↑  Vigselannons i Dagens Nyheter, 13 april 1941, sid. 3
8. ↑  Nilsson, Gustaf Eugén på SvenskaGravar.se
9. ↑  Erik Nyblom (2 januari  1936). ”Karl-Gerhard i gala”. Dagens Nyheter:  s. 18. http://arkivet.dn.se/arkivet/tidning/1936-01-02/1/18. Läst 28 december 2015.
10. 1 2 3 4 5  Mago (1988). Klä av, klä på... Tecknat och antecknat. Stockholm: Författarförlaget. Libris 7596353. ISBN 9170545723